# 守護代
守護代（しゅごだい）とは、鎌倉時代と室町時代に守護の下に置かれた役職である。

## 概説
守護の職務を代行した職種を指す。広義には代官の一種であるが、室町時代以降は室町幕府の直轄領の土地支配の代理人を代官といい、守護の代理人たる守護代と代官は区別された。
守護は、鎌倉や京都につめて中央の政務に携わることが多く、任国を留守にする期間が長かった。複数の国を兼任する守護の場合、兼任した国を視察する機会はさらに少なかった。このため守護は、家臣の中から代官を任命して実際の政務を代行させた。これが守護代である。守護代も自らの代理人たる小守護代を置き、守護任国における土地支配構造はきわめて重層的であったといえる。また、一国に2人以上の守護代が居ることもあり、このような場合は｢分郡守護代｣の体制をとった。
室町時代に入ると、当初は守護の一門やその傍流、或いは重臣、または守護国内の有力武士（国人）が任じられる（ただし、複数の守護を兼ねる家の場合には、他の領国の国人が守護代とされる場合もある。讃岐香西氏→丹波守護代、能登遊佐氏→河内守護代など）ことが多くなり、次第に世襲化していくと、守護に代わって実質的統治者になっていった。守護代は室町幕府より守護の白傘袋（しろかさぶくろ）、毛氈鞍覆（もうせんくらおおい）、及び塗輿（ぬりごし）の格式に次ぐ、唐傘袋（からかさぶくろ）、毛氈鞍覆、及び塗輿の使用が認められる格式を与えられ、国人よりも一等高い地位にあった。
いっぽう、荘園の崩壊による惣の発達によって在地土豪や国人層の社会的地位が上昇し諸国で紛争が発生すると、領国を一元的に支配する傾向が顕著になって戦国大名が成長し守護大名とともに守護代は消滅していった。ただし越後の長尾氏、越前の朝倉氏や、尾張の織田氏、阿波の三好氏、備前の浦上氏、出雲の尼子氏のように、守護代が戦国大名化した事例も全国的に見られる。

## 戦国大名化した守護代たち
また、守護代の戦国大名化に伴い、守護級の格式を求められる大名家が増えていった。
その代表例は朝倉氏である。朝倉氏はそもそも、足利将軍家の有力一門で、代々三管領筆頭の地位を占めた斯波氏の被官であった国人の一人であった。応仁の乱では西軍に加担し、渋川氏から斯波氏を相続した斯波義廉を大将に守り立てていたが、東軍の総帥、管領細川勝元の誘引により、東軍寝返りの見返りに越前守護に補任され、守護となった。しかし、旧主斯波氏による訴えや幕府の斯波氏に対する同情から、朝倉氏の守護職維持が次第に難しくなり、三代将軍足利義満の次男で兄足利義持に謀叛して倒れた足利義嗣の末裔が越前国に鞍谷御所と称し存続していた点に目をつけ、斯波義廉の子に鞍谷御所を相続させて足利義俊と名乗らせ、傀儡の越前守護に補任するよう手続きし、越前一国の実効支配を確保した。
出雲国の守護代尼子氏も同国守護京極氏の庶流であり、その重臣として出雲守護代を命ぜられた家であった。しかし、応仁の乱以降の戦乱において戦功を重ね、京極家中において実力を養うと主家を追い戦国大名化し、やがて守護の格式を手中にした。そもそも、出雲守護には代々京極氏が補任されていたが、京極政経に背いた尼子経久が主君を追い、出雲国を掌握し11カ国に拡がる大名へと成長していった。子の尼子政久が討ち死にしたため、家督を嫡孫に譲ると、経久は孫に将軍足利義晴より偏諱を受けて尼子晴久と名乗らせ、また出雲守護補任を認めさせ、守護代から守護への格式へと家柄を向上させた。
さらに、越後守護代の長尾氏（のち越中守護代も兼ねる）では、当初、守護職までは手中にしなかったものの、主君を追放し、関東管領をも討ち果たした長尾為景が、朝廷と幕府に寄進して守護の格式である白傘・袋毛氈鞍覆の格式と、嫡男に12代将軍足利義晴の偏諱を賜り、長尾晴景と名乗らせるなど、守護代に守護級の格式を認められていった。やがて、病弱な晴景に代わり、為景四男の景虎（後の上杉謙信）が家督を継ぐと、勢力拡大、甲信を制した武田氏と雌雄を決する対戦を繰り返し、やがて北条氏に攻められ勢力を失いつつあった上杉氏の上杉憲政の懇願で、上杉氏の家督と関東管領職を継承し、通常の守護よりも格段に高い地位を得ることとなった。晩年は畠山氏が守護だった越中と能登をも支配し、畠山氏を客将（高家）として傘下に置いた。
このように、室町時代は守護の代理人としての地位に過ぎなかった守護代の地位は戦国時代の幕開けとともに、主君を追い、取って代わる存在へと変貌していった。
一方で、戦国大名化に一時的に成功するも、やがてその家臣により失敗した例も多く存在する。その代表例が、三好氏である。尾張国の守護代織田信友も主君である斯波義統を傀儡の守護として奉じ、自らの尾張国内での優位性と勢力拡大の大義名分に利用していた。しかし、やがて対立するようになった主君を自害に追うものの、傍流にして家臣でもあった、織田信長に主殺しを咎められ攻め滅ぼされた。
また、備前国に勢力を持った浦上氏も、一時的に戦国大名化を遂げ、配下の宇喜多氏にとって代わられた家のひとつである。浦上氏は播磨国を本貫とし、播磨国、備前国などの守護を務めた赤松氏の重臣で、代々、備前守護代を務めてきた。しかし、浦上宗景の代に、主家に反抗し、やがて独立的な地位を確立し、備前国の戦国大名として中国に鳴らした。しかし、自家の傘下にいた有力国人である宇喜多氏が、やがて浦上氏を下し、その領国支配を奪取した。

## 主な守護代の一覧
- 守護：斯波氏
  - 甲斐氏（越前・遠江）
  - 織田氏（尾張）
  - 朝倉氏（越前）
  - 二宮氏（越中・信濃・加賀）
  - 完草氏（越前・越中・若狭・信濃）
  - 島田氏（越前・信濃）
- 守護：畠山氏
  - 遊佐氏（河内・能登・越中・紀伊）
  - 長尾（府内）氏（越後・越中）
  - 神保氏（越中・紀伊・能登）
  - 椎名氏（越中）
  - 本間氏（佐渡）
  - 木沢氏（河内）
  - 誉田氏（山城）
  - 湯川氏（河内）
  - 飯川氏（能登）
  - 温井氏（能登）
- 守護：細川氏
  - 香川氏（讃岐・摂津）
  - 三好氏（阿波）
  - 香西氏（丹波・山城・摂津）
  - 安富氏（讃岐・備中・近江）
  - 内藤氏（摂津・丹波）
  - 上原氏 （丹波）
  - 庄氏（備中）
  - 秋庭氏（備中）
  - 石川氏（備中）
  - 細川氏（土佐）
  - 上野氏（土佐・備後）
  - 波多野氏 （丹波）
  - 薬師寺氏（備後・摂津）
  - 長塩氏（摂津）
  - 奈良氏（摂津）
  - 一宮氏（丹波）
  - 東条氏(三河)
- 守護：一色氏
  - 三方氏（若狭）
  - 延永氏（丹後）
  - 小笠原氏（三河・若狭）
- 守護：京極氏
  - 尼子氏（出雲）
  - 三木氏（飛騨）
  - 隠岐氏（隠岐）
  - 多賀氏（近江・飛騨）
  - 塩冶氏（出雲）
  - 古志氏（備後）
  - 若宮氏（山城）
- 守護：今川氏
  - 長瀬氏（遠江・駿河・筑後・備後）
  - 蒲原氏（遠江・日向）
  - 三浦氏（遠江）
- 守護：六角氏
  - 山内氏（近江）
  - 伊庭氏（近江）
  - 馬淵氏（近江）
  - 目賀田氏（近江）
  - 儀峨氏（近江）
- 守護：山名氏
  - 垣屋氏（但馬・播磨・山城）
  - 太田垣氏（備後・備前・播磨）
  - 八木氏（但馬・越前）
  - 宮田氏（石見・備後・播磨）
  - 入沢氏（美作・因幡・石見）
  - 山内氏（備後）
  - 南条氏（伯耆）
  - 小鴨氏（備前）
  - 小林氏（丹波）
  - 田公氏（因幡）
- 守護：赤松氏
  - 浦上氏（備前・山城）
  - 小寺氏（播磨・備前・加賀）
  - 備前松田氏（備前）
  - 別所氏（播磨）
  - 宇野氏（播磨）
  - 有馬氏（播磨）
  - 中村氏（美作）
  - 大河原氏（美作）
- 守護：土岐氏
  - 斎藤氏（美濃）
  - 富島氏（美濃）
- 守護：武田氏
  - 逸見氏（若狭）
  - 内藤氏（若狭）
  - 跡部氏（甲斐）
- 守護：富樫氏
  - 山川氏（加賀）
  - 額氏（加賀）
  - 本折氏（加賀）
  - 槻橋氏（加賀）
  - 英田氏（加賀）
- 守護：上杉氏
  - 長尾（白井・総社）氏 （上野・武蔵・越後）
  - 大石氏（武蔵・上野・伊豆）
  - 太田氏（相模・武蔵）
  - 吉江氏（武蔵）
  - 千坂氏（武蔵）
  - 石川氏（上総）
  - 宇佐美氏（伊豆）
  - 寺尾氏（伊豆）
  - 木戸氏（下野）
- 守護：仁木氏
  - 服部氏（伊賀）
  - 西郷氏（三河）
- 守護：千葉氏
  - 大須賀氏（下総）
- 守護：佐竹氏
  - 小野崎氏（常陸）
  - 江戸氏（常陸）
- 守護：結城氏
  - 栃本氏（安房）
  - 水谷氏（下野）
- 守護：宇都宮氏
  - 芳賀氏（越後・上野・上総）
- 守護：河野氏
  - 戒能氏（伊予）
- 守護：小笠原氏
  - 大井氏（信濃）
  - 赤沢氏（信濃）
- 守護：大内氏
  - 杉氏（豊前・長門・筑前・和泉）
  - 陶氏（長門・周防・筑前・紀伊）
  - 弘中氏（周防・安芸・山城）
  - 内藤氏 （長門）
  - 問田氏（周防・石見）
  - 鷲頭氏（長門・石見）
- 守護：少弐氏
  - 志佐氏（壱岐）
  - 宗氏（対馬）
  - 饗庭氏（肥後・筑前）
  - 千葉氏（肥前）
  - 原田氏（筑前）
- 守護：渋川氏
  - 吉見氏（肥前）
- 守護：大友氏
  - 入田氏（日向）
  - 斎藤氏（肥前）
- 守護：島津氏
  - 島津氏（薩摩）
  - 本田氏（大隅）
  - 土持氏（日向・大隅）
  - 酒匂氏（薩摩）